# 扁縮濱珊瑚
扁縮濱珊瑚，又稱手指珊瑚或駝峰珊瑚，是石珊瑚目微孔珊瑚科濱珊瑚屬的其中一種。它們生長在印度洋和太平洋熱帶地區的珊瑚礁和淺潟湖中。

## 描述
扁縮濱珊瑚一般呈淡褐色或灰色。在淺水中，它像一塊節狀巨石，但在深水中，它更像柱狀。分枝呈圓柱形，常融合在一起。它們的生長速度很慢，但經常長成大型的群體，其樹齡可能長達1000年。它們是一種蟲黃藻珊瑚，組織內有共生的單細胞蟲黃藻，為其提供能量。。

## 分布和棲息地
扁縮濱珊瑚分佈於印度洋-太平洋海域、紅海和東非海岸。在夏威夷周圍，它們很常見，生長在珊瑚礁上和水深達30公尺的潟湖中，那裡的水相對較少受到干擾。在卡內奧赫灣，它們是最主要的珊瑚物種，有時會形成單一族群。

## 威脅
扁縮濱珊瑚會受到海水溫度上升的影響，但它們比許多其他珊瑚更能抵抗白化現象。不過，它們比其他一些物種更容易受到珊瑚疾病的影響，受壓的珊瑚最容易感染疾病。珊瑚礁普遍受到多種原因的威脅。這些原因包括聖嬰現象、海洋酸化、拖網捕撈和其他漁業活動、入侵物種的競爭以及人類活動（包括污染和為水族館貿易收集珊瑚）。